# Cyphocharax pinnilepis
Cyphocharax pinnilepis är en fiskart som beskrevs av Vari, Zanata och Priscila Camelier 2010. Cyphocharax pinnilepis ingår i släktet Cyphocharax och familjen Curimatidae. Inga underarter finns listade i Catalogue of Life.